# Lindenhurst (New York)
Lindenhurst est un village du comté de Suffolk, dans l'État de New York, aux États-Unis,. En 2020, il compte une population de 27 148 habitants.

## Démographie
Lors du recensement de 2020, la ville comptait une population de 27 148 habitants, tandis qu'en 2023, elle est estimée à 26 972 habitants.